# 28.º Regimiento Antiaéreo (o)
El 28.º Regimiento Antiaéreo (o) (Flak-Regiment. 28 (o)) fue una unidad de la Luftwaffe durante la Segunda Guerra Mundial.

## Historia
Fue formado en diciembre de 1940 en Viena-Dornbach. Fue disuelto el 1 de diciembre de 1944.

## Comandantes
- Coronel Ernst Uhl – (12 de diciembre de 1940 – junio de 1942)
- Coronel Kurt Schwerdtfeger – (16 de junio de 1942 – 28 de octubre de 1944)
- Teniente coronel Friedrich Siebert – (29 de octubre de 1944 – mayo de 1945)

## Servicios
- diciembre de 1940 – diciembre de 1942: como Grupo Antiaéreo Viena.
- diciembre de 1942 – enero de 1944: como Grupo Antiaéreo Viena Sur.
- enero de 1944 – abril de 1945: como Grupo Antiaéreo Viena Oeste.
- 1 de noviembre de 1943: como Grupo Antiaéreo Viena Oeste (16.ª Brigada Antiaérea), con la 223.º Regimiento Pesado Antiaéreo (o), 532.º Regimiento Pesado Antiaéreo (o), 533.º Regimiento Pesado Antiaéreo (o), 1./184.º Regimiento Mixto Antiaéreo (o), 5./288.º Regimiento Mixto Antiaéreo (o), 263.º Regimiento Pesado Antiaéreo (E) y Ausw.Zug 28 (mot).
- 1 de enero de 1944: como Grupo Antiaéreo Viena Oeste (24.ª División Antiaérea) con la 145.º Regimiento Pesado Antiaéreo (E), 423.º Regimiento Pesado Antiaéreo (E), 223.º Regimiento Pesado Antiaéreo (o), 532.º Regimiento Pesado Antiaéreo (o), 533.º Regimiento Pesado Antiaéreo (o), 1./184.º Regimiento Mixto Antiaéreo (o), 288.º Regimiento Mixto Antiaéreo (o), 1.-2./424.º Regimiento Mixto Antiaéreo (o), Lsp. 2., 5./962 (o), 6397.ª Batería Antiaérea z.b.V., 6400.ª Batería Antiaérea z.b.V., 6408.ª Batería Antiaérea z.b.V., 6411.ª Batería Antiaérea z.b.V. y la 6414.ª Batería Antiaérea z.b.V., 6418.ª Batería Antiaérea z.b.V.
- 1 de febrero de 1944: como Grupo Antiaéreo Viena Oeste (24.ª División Antiaérea) con s.145 (E), s.423 (E), s.223 (o), s.532 (o), s.533 (o), gem. 1./184 (o), gem.288 (o), gem. 1.-2./424 (o), le. 1., 3./807 (o), Lsp. 2., 5./962 (o), Flak-Bttr.zbV 6397, 6414 and 6417-6418
- 1 de marzo de 1944: como Grupo Antiaéreo Viena Oeste (24.ª División Antiaérea) con s.145 (E), s.423 (E), s.223 (o), s.532 (o), s.533 (o), gem. 1./184 (o), gem.288 (o), le. 1., 3./807 (o), Flak-Bttr.zbV 6397, 6414, 6417-6418 and 22 le.Heimat-Flak-Bttr. (1. - 5./XVII, 9./XVII, 13. - 20./XVII, 25. - 27./XVII, 31./XVII, 32./XVII, 36./XVII, 37./XVII, 40./XVII).
- 1 de abril de 1944: como Grupo Antiaéreo Viena Oeste (24.ª División Antiaérea) con s.145 (E), s.423 (E), s.223 (o), s.532 (o), s.533 (o), gem. 1./184 (o), gem.288 (o), le. 1./807 (o), Flak-Bttr.zbV 6397, 6414, 6417-6418, s.Alarm-Flak-Bttr. 303./XVII, 2 le.Alarm-Flak-Bttr. (7. - 8./XVII), 5 le.Heimat-Flak-Bttr. (13./XVII, 16./XVII, 25./XVII, 31./XVII, 40./XVII) and s.Heimat-Flak-Bttr. 203./XVII.
- 1 de mayo de 1944: como Grupo Antiaéreo Viena Oeste (24.ª División Antiaérea) con s.145 (E), s.423 (E), s.223 (o), s.532 (o), s.533 (o), gem. 1./184 (o), gem.288 (o), le. 1./807 (o), Flak-Bttr.zbV 6414, 6417-6418, s.Alarm-Flak-Bttr. 303./XVII, 3 le.Alarm-Flak-Bttr. (7. - 9./XVII), 5 le.Heimat-Flak-Bttr. (13./XVII, 16./XVII, 25./XVII, 31./XVII, 40./XVII) and s.Heimat-Flak-Bttr. 203./XVII.
- 1 de junio de 1944: como Grupo Antiaéreo Viena Oeste (24.ª División Antiaérea) con s. 2.-7./223 (o), s.532 (o), s.533 (o), s. 6.-8./657 (o), gem. 1./184 (o), gem. 1., 3./807 (o), gem. 7./284 (o), s.Alarm-Flak-Bttr. 303./XVII, 3 le.Alarm-Flak-Bttr. (7. - 9./XVII), 5 le.Heimat-Flak-Bttr. (13./XVII, 16./XVII, 25./XVII, 31./XVII, 40./XVII) and s.Heimat-Flak-Bttr. 203./XVII.
- 1 de julio de 1944: como Grupo Antiaéreo Viena Oeste (24.ª División Antiaérea) con s.223 (o), s.532 (o), s.533 (o), s. 6.-8./657 (o), gem. 1.-2./184 (o), gem.807 (o), s.Alarm-Flak-Bttr. 303./XVII, 2 le.Alarm-Flak-Bttr. (7. - 8./XVII), 5 le.Heimat-Flak-Bttr. (13./XVII, 15./XVII, 25./XVII, 31./XVII, 40./XVII) and s.Heimat-Flak-Bttr. 203./XVII.
- 1 de agosto de 1944: como Grupo Antiaéreo Viena Oeste (24.ª División Antiaérea) con 1.-2./s.184 (o), 2.-3., 6.-7./s.223 (o), Stab, 1.-2., 4.-5./s.532 (o), Stab, 1., 6./s.533 (o), 6.-8./s.657 (o), Stab, 1., 3., 7./gem.807 (o), 3 le.Alarm-Flak-Bttr. (7. - 9./XVII), 6 le.Heimat-Flak-Bttr. (13./XVII, 15./XVII, 31./XVII, 40./XVII, 42./XVII, 43./XVII) and s.Heimat-Flak-Bttr. 203./XVII
- 1 de septiembre de 1944: como Grupo Antiaéreo Viena Oeste (24.ª División Antiaérea) con 1.-2./s.184 (o), Stab, 2.-4., 6.-7./s.223 (o), Stab, 1.-2., 4.-5./s.532 (o), 1., 6./s.533 (o), 6.-8./s.657 (o), 1., 3., 7./gem.807 (o), le.Alarm-Flak-Bttr. 9./XVII, s.Heimat-Flak-Bttr. 203./XVII and Flak-Transport-Bttr. 148./XI.
- 1 de octubre de 1944: como Grupo Antiaéreo Viena Oeste (24.ª División Antiaérea) con 1.-3./s.184 (o); Stab, 2.-4., 6.-7./s.223 (o); Stab, 1.-2., 4.-5./s.532 (o); 1., 6./s.533 (o); 6.-8./s.657 (o); 1., 3., 7./gem.807 (o); s.Flak-Bttr.zbV 10942; s.Heimat-Flak-Bttr. 203./XVII; le.Alarm-Flak-Bttr. 9./XVII; s.Alarm-Flak-Bttr. 309./XVII; Flak-Transport-Bttr. 148./XI; Stab/Heimat-Flak-Bttr. 12./XVII with s.655 (o), 3 s.Heimat-Flak-Bttr. (214./XVII, 216./XVII, 224./XVII), 5 le.Heimat-Flak-Bttr. (9./XVII, 17. - 19./XVII, 38./XVII) and le.Alarm-Flak-Bttr. 7./XVII; le.Heimat-Flak-Bttr. 13./XVII, 15./XVII and 40./XVII.
- 1 de noviembre de 1944: como Grupo Antiaéreo Viena Oeste (24.ª División Antiaérea) con 1.-3./s.184 (o); Stab, 2.-4., 6.-7./s.223 (o); Stab, 1.-2., 4.-5./s.532 (o); 1., 6./s.533 (o); 6.-8./s.657 (o); 1., 3./gem.807 (o); s.Flak-Bttr.zbV 10940, 10941; 3 s.Heimat-Flak-Bttr. (203./XVII, 232./XVII, 233./XVII); le.Alarm-Flak-Bttr. 9./XVII; Flak-Transport-Bttr. 148./XI; Stab/Heimat-Flak-Bttr. 12./XVII with s.655 (o), 3 s.Heimat-Flak-Bttr. (214./XVII, 216./XVII, 224./XVII), 5 le.Heimat-Flak-Bttr. (9./XVII, 17. - 19./XVII, 38./XVII); le.Heimat-Flak-Bttr. 13./XVII, 15./XVII and 40./XVII.
- 1 de diciembre de 1944: como Grupo Antiaéreo Viena Oeste (24.ª División Antiaérea) con 1.-3./s.184 (o); Stab, 3.-4., 6.-7./s.223 (o); 1./gem.284 (o); Stab, 1.-2., 4.-5./s.532 (o); 1., 6./s.533 (o); 6.-8./s.657 (o); 3./gem.807 (o); 2 s.Heimat-Flak-Bttr. (203./XVII, 230./XVII); le.Alarm-Flak-Bttr. 9./XVII; Flak-Transport-Bttr. 148./XI; Stab/Heimat-Flak-Bttr. 12./XVII with le.Heimat-Flak-Bttr. 40./XVII; Stab/s.655 (o) with 1.-8./s.655 (o), 6.-9./le.Flak-Ers.Abt. 25, s.Heimat-Flak-Bttr. 224./XVII and 5 le.Heimat-Flak-Bttr. (9./XVII, 17. - 19./XVII, 38./XVII).